# Jules Cluzel
Jules Cluzel (Montluçon, 1988. október 12. –) francia motorversenyző.

## Karrierje
A sorozatban 2005-ben mutatkozott be, a nyolcadliteresek között. Egy versenyen, a francia nagydíjon szabadkártyásként indult, de szerepelt a szezon utolsó két versenyén is. Pontot nem szerzett. 2006-ban felkerült a negyedliteresek közé, a szezont végül 15 ponttal a huszadik helyen zárta. 2007-ben is maradt ebben a géposztályban. Legjobb eredménye egy tizenegyedik hely volt, a szezont végül a 21. helyen zárta. Ezúttal 19 pontot szerzett.
2008-ra visszatért a legkisebbek közé, ahol a Loncin Racingnél versenyzett, Alexis Masbou csapattársaként. A motor nem volt versenyképes, így Cluzelnek nem sikerült pontot szereznie.

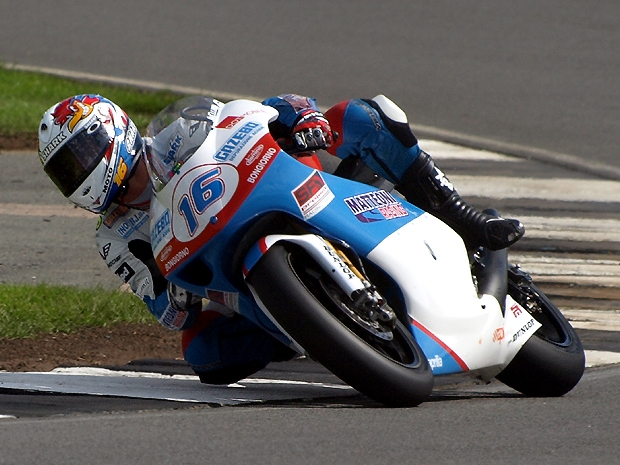
Cluzel 2009-ben.

2009-ben ismét a negyedliteres géposztályba szerződött. A szezonnyitón rögtön egy meglepetéssel szolgált, ugyanis a második helyen végzett. Bár ezt az eredményét később nem tudta megismételni, így is bőven túlszárnyalta az előző évi teljesítményét. A szezont végül a tizenkettedik helyen zárta 82 ponttal.
2010-ben az újonnan létrejött Moto2-ben indult. Csapata a korábban MotoGP-ben Hayate néven szereplő Forward Racing. A szezon során rendkívül hullámzó teljesítményt nyújt, a szezonnyitón dobogóra állhatott, aztán többször is kiesett, majd Silverstone-ban megszerezte pályafutása első győzelmét. 2011-re is ugyanabban a csapatban maradt, ezúttal  Alex Baldolinivel karöltve. Legjobb eredménye egy negyedik hely volt Nagy-Britanniában, és 41 ponttal a 21. helyen zárta a szezont.
2012-ben a Supersport-világbajnokságba igazolt, a PTR Honda csapat Honda CBR600RR-jével, csapattársával, Ronan Quarmby volt. Többször tudott diadalmaskodni, emellett számos pódiumot is gyűjtött és végig az élmezőny stabil tagjának számított. Ennek köszönhetően a szezont a 2. helyen zárta 210 ponttal, 21-gyel lemaradva a török Kenan Sofuoğlutól.

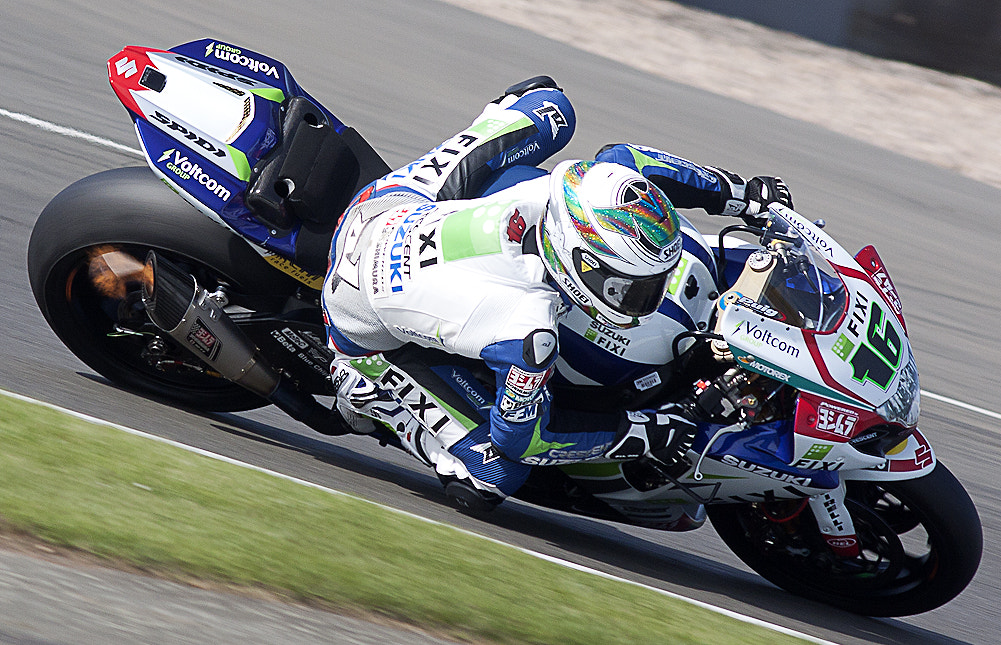
Cluzel 2013-ban a Superbike egyik versenyén.

A 2013-as évre felkerült a Superbike-szériába a FIXI Crescent Suzuki csapat Suzuki GSX-R1000-esével. Legjobb eredményét a brit Silverstone-ban érte el egy 2. pozíció képében. Ezenkívül szinte az összes futamon pontot gyűjtött, ami a 10. helyhez volt elegendő összetettben.
2014-ben visszatért a Supersport kategóriába egy MV Agusta F3 675-öttel. Újból győzni tudott, három esetben is. 2015-ben is ugyanabban a csapatban maradt az olasz Lorenzo Zanettivel. A bajnokság utolsó három fordulóját kénytelen volt kihagyni, miután a spanyol nagydíj második edzésén, Jerezben eltört a bal sípcsontja és elmozdult a jobb válla. A továbbiakban Nicolás Terol helyettesítette. Addig a pontig abszolút bajnoki címre esélyesnek számított Sofuoğlu mellett. Végül 4. lett, miután több erős eredményt is hozott Jerezig és csak Sofuoğlu, P. J. Jacobsen és társa, Zanetti végzett előtte. 2016-ban visszatért és sorozatban a harmadik kiírását kezdte meg a MV Agusta Reparto Corse alakulatával. Thaiföldön és hazai pályán, Franciaországban, Magny-Coursban tudott felállni a dobogó legtetejére. Újból ezüstérmes pozícióban rangsorolták, ismételten csak a török riválisa tudta felülmúlni.
2017-re csapatot és márkát is váltott. A CIA Landlord Insurance által felkészített Honda CBR600RR-rel állt fel a rajtrácsra. A pilóták egyéni pontversenyében 155-öt gyűjtött, ami a 3. helyre volt elegendő Lucas Mahias és Sofuoğlu mögött. 2017 októberében vált hivatalossá, hogy 2018-ban a NERD Racing Yamaha YZF-R6-osát fogja pályára vinni. A csapattársa az osztrák Thomas Gradinger volt. Az utolsó futamig harcban állt a végső sikerért, azonban Katarban kiesett, ezzel kiszállt a világbajnoki címből.
2019-ben a szoros gyári Yamaha támogatással rendelkező GMT94-es istállóhoz ment át, Corentin Perolari mellé. Az összes futamon célba ért, mindegyiken a pontszerzők között. Csupán 13 ponttal múlta felül a bajnok, Randy Krummenacher és héttel a második, Federico Caricasulo. 2020-ban a Supersport átállt a kétversenyes formátumra, így összesen 15 futamból állt a szezon. A teruel nagydíj névre hallgató viadalon, Aragónban az első kanyarban motorja meghibásodott és a mögötte haladó Raffaele de Rosa nekihajtott. Leesett a motorról, majd kórházba szállították és kiderült, hogy a bal lába több helyen is megsérült, amit műteni kellett. Az ezt követő két versenyre Kyle Smith váltotta. Az évadzárón, Estorilban ült újra motorra, ahol mindkétszer pontokat kapott. 
2021-re is maradt a GMT94 alkalmazásában. Egyedül az aragón hétvégét kényszerült kihagyni sérülés miatt, viszont összesen kilencszer végzett a top3 helyezés valamelyikén. 2022 júliusában a Donington Park első versenyén egy nagy bukást követően két lábközépcsonttörést szenvedett a jobb lábban, eltört a bal sarka és fájlalta a bal vállát. Helyettesének Valentin Debiset nevezték ki Csehországra.
2022. szeptember 7-én, a hazai versenye előtt nem sokkal, 34 évesen bejelentette visszavonulását. Pályafutása során 134-szer indult a nemzetközi Supersport-géposztályban, ahol 24 alkalommal intették le az első helyen. 
Érdekesség, hogy rajtszáma mindig is a #16 volt, kivéve 2005-öt, ekkor #89-cel versenyzett.

## Eredményei

### Teljes MotoGP-eredménylistája
(Táblázat értelmezése)

(Félkövér: pole-pozícióból indult; dőlt: leggyorsabb kört futott) 

| Év   | Géposztály | Motor    | 1      | 2      | 3      | 4      | 5      | 6      | 7      | 8      | 9      | 10     | 11     | 12     | 13     | 14     | 15     | 16     | 17     | Helyezés | Pont |
| ---- | ---------- | -------- | ------ | ------ | ------ | ------ | ------ | ------ | ------ | ------ | ------ | ------ | ------ | ------ | ------ | ------ | ------ | ------ | ------ | -------- | ---- |
| 2005 | 125 cm³    | Honda    | SPA    | POR    | CHN    | FRA Ki | ITA    | CAT    | NED    | GBR    | GER    | CZE    | JPN    | MAL    | QAT    | AUS    |        |        |        | HN       | 0    |
| 2005 | 125 cm³    | Malaguti |        |        |        |        |        |        |        |        |        |        |        |        |        |        | TUR 22 | VAL Ki |        | HN       | 0    |
| 2006 | 250 cm³    | Aprilia  | SPA Ki | QAT Ki | TUR 16 | CHN 18 | FRA Ki | ITA Ki | CAT 13 | NED Ki | GBR 14 | GER 18 | CZE Ki | MAL 10 | AUS 12 | JPN 17 | POR Ki | VAL Ki |        | 20.      | 15   |
| 2007 | 250 cm³    | Aprilia  | QAT 16 | SPA 16 | TUR Ki | CHN 16 | FRA Ki | ITA 19 | CAT 13 | GBR Ki | NED 20 | GER 15 | CZE 18 | RSM 11 | POR 13 | JPN 13 | AUS 12 | MAL 19 | VAL Ki | 21.      | 19   |
| 2008 | 125 cm³    | Loncin   | QAT Ki | SPA 17 | POR Ki | CHN Ni | FRA    | ITA 23 | CAT 20 | GBR 16 | NED 18 | GER Ki | CZE 24 | RSM 16 | IND 16 | JPN Ki | AUS Ki | MAL 16 | VAL 19 | HN       | 0    |
| 2009 | 250 cm³    | Aprilia  | QAT 2  | JPN Ki | SPA 8  | FRA Ni | ITA Ki | CAT 11 | NED Ki | GER 14 | GBR 11 | CZE 8  | IND Ki | RSM 6  | POR 5  | AUS 4  | MAL Ki | VAL Ki |        | 12.      | 82   |
| 2010 | Moto2      | Suter    | QAT 3  | SPA 11 | FRA Ki | ITA Ki | GBR 1  | NED 7  | CAT 14 | GER 12 | CZE 4  | IND Ki | RSM 6  | ARA 6  | JPN 16 | MAL 9  | AUS 23 | POR 17 | VAL 11 | 7.       | 106  |
| 2011 | Moto2      | Suter    | QAT 7  | SPA Ki | POR Ki | FRA 11 | CAT 23 | GBR 4  | NED Ki | ITA 15 | GER 9  | CZE Ki | IND 16 | RSM Ki | ARA Ki | JPN 16 | AUS Ki | MAL 13 | VAL 13 | 21.      | 41   |

### Teljes Supersport-eredménylistája
(Táblázat értelmezése)

(Félkövér: pole-pozícióból indult; dőlt: leggyorsabb kört futott) 

| Év   | Motor     | 1      | 2      | 3      | 4      | 5      | 6      | 7      | 8      | 9      | 10     | 11    | 12     | 13     | 14     | 15    | 16     | 17    | 18     | 19    | 20    | 21    | 22     | 23     | 24     | Helyezés | Pont |
| ---- | --------- | ------ | ------ | ------ | ------ | ------ | ------ | ------ | ------ | ------ | ------ | ----- | ------ | ------ | ------ | ----- | ------ | ----- | ------ | ----- | ----- | ----- | ------ | ------ | ------ | -------- | ---- |
| 2012 | Honda     | AUS 4  | ITA Ki | NED 6  | ITA 1  | EUR 3  | SMR 2  | SPA Ki | CZE 5  | GBR 1  | RUS 2  | GER 2 | POR 1  | FRA 1  |        |       |        |       |        |       |       |       |        |        |        | 2.       | 210  |
| 2014 | MV Agusta | AUS 1  | SPA Ki | NED 3  | ITA 15 | GBR 2  | MAL 2  | SMR 1  | POR Ki | SPA Ki | FRA 1  | QAT 3 |        |        |        |       |        |       |        |       |       |       |        |        |        | 2.       | 148  |
| 2015 | MV Agusta | AUS 1  | THA Ki | SPA Ki | NED 2  | ITA 2  | GBR 2  | POR 1  | ITA 1  | MAL 2  | SPA Vi | FRA   | QAT    |        |        |       |        |       |        |       |       |       |        |        |        | 4.       | 155  |
| 2016 | MV Agusta | AUS 17 | THA 1  | SPA 4  | NED 18 | ITA 2  | MAL 7  | GBR 8  | ITA Ki | GER 3  | FRA 1  | SPA 6 | QAT 3  |        |        |       |        |       |        |       |       |       |        |        |        | 2.       | 142  |
| 2017 | Honda     | AUS Ki | THA Ki | SPA 4  | NED 3  | ITA 6  | GBR 3  | ITA 2  | GER 4  | POR 3  | FRA 5  | SPA 2 | QAT 2  |        |        |       |        |       |        |       |       |       |        |        |        | 3.       | 155  |
| 2018 | Yamaha    | AUS 7  | THA Ki | SPA 3  | NED 1  | ITA 1  | GBR 2  | CZE 1  | ITA 4  | POR Ki | FRA 1  | ARG 1 | QAT Ki |        |        |       |        |       |        |       |       |       |        |        |        | 3.       | 183  |
| 2019 | Yamaha    | AUS 2  | THA 1  | SPA 5  | NED 4  | ITA 7  | SPA 3  | ITA 4  | GBR 1  | POR 4  | FRA 6  | ARG 1 | QAT 2  |        |        |       |        |       |        |       |       |       |        |        |        | 3.       | 200  |
| 2020 | Yamaha    | AUS 2  | SPA 2  | SPA 2  | POR 6  | POR 2  | SPA 2  | SPA 2  | SPA 3  | SPA Ki | SPA    | SPA   | FRA    | FRA    | POR 9  | POR 9 |        |       |        |       |       |       |        |        |        | 4.       | 160  |
| 2021 | Yamaha    | SPA Ki | SPA 3  | POR 3  | POR 12 | ITA 4  | ITA 3  | NED 4  | NED 4  | CZE 7  | CZE Ki | SPA 4 | SPA 5  | FRA 3  | FRA Ki | SPA   | SPA    | SPA T | SPA 10 | POR 1 | POR 2 | ARG 1 | ARG 1  | INA 4  | INA 1  | 4.       | 279  |
| 2022 | Yamaha    | SPA 19 | SPA 6  | NED 4  | NED Ki | POR Ki | POR Ki | ITA 7  | ITA 9  | GBR Ki | GBR Ni | CZE   | CZE    | FRA 10 | FRA 2  | SPA 8 | SPA 15 | POR 7 | POR 6  | ARG 6 | ARG 6 | INA 8 | INA 10 | AUS Ki | AUS 11 | 10.      | 132  |

### Teljes Superbike-eredménylistája
(Táblázat értelmezése)

(Félkövér: pole-pozícióból indult; dőlt: leggyorsabb kört futott) 

| Év   | Motor  | 1      | 1     | 2     | 2     | 3     | 3      | 4      | 4      | 5     | 5     | 6     | 6     | 7      | 7      | 8      | 8     | 9     | 9     | 10    | 10     | 11    | 11    | 12    | 12    | 13     | 13     | 14     | 14    | Helyezés | Pont |
| Év   | Motor  | V1     | V2    | V1    | V2    | V1    | V2     | V1     | V2     | V1    | V2    | V1    | V2    | V1     | V2     | V1     | V2    | V1    | V2    | V1    | V2     | V1    | V2    | V1    | V2    | V1     | V2     | V1     | V2    | Helyezés | Pont |
| ---- | ------ | ------ | ----- | ----- | ----- | ----- | ------ | ------ | ------ | ----- | ----- | ----- | ----- | ------ | ------ | ------ | ----- | ----- | ----- | ----- | ------ | ----- | ----- | ----- | ----- | ------ | ------ | ------ | ----- | -------- | ---- |
| 2013 | Suzuki | AUS 11 | AUS 7 | SPA 6 | SPA 7 | NED 8 | NED Ki | ITA 17 | ITA Ki | GBR 9 | GBR 9 | POR 8 | POR 7 | ITA Ki | ITA 11 | RUS 10 | RUS T | GBR 6 | GBR 2 | GER 8 | GER 14 | TUR 7 | TUR 7 | USA 7 | USA 6 | FRA Ki | FRA 14 | SPA 11 | SPA 8 | 10.      | 175  |